# 珀勒姆 (明尼蘇達州)
珀勒姆（英語：Perham）是一個位於美國明尼蘇達州奧特泰爾縣的城市。

## 人口
根據2020年美國人口普查的數據，珀勒姆的面積為9.27平方千米，皆為陸地。當地共有人口3512人，而人口密度為每平方千米379人。